# Dougie MacLean
Dougie MacLean, OBE (født 27. september 1954) er en skotsk singer-songwriter, komponist, multiinstrumentalist og musikproducer. AllMusic har beskrevet ham som "en af Skotlands største singer-songwritere", og han har optrådt både under sit eget navn og mde adskillige folkemusikgrupper siden midten af 1970'erne.
Hans mest berømte numre inkluderer "Caledonia", der ofte er blevet kaldt Skotlands "uofficielle nationalsang", og "The Gael", der blev berømt som temæt til filmen Den sidste mohikaner (1992).
MacLeans sange er blevet indspillet i coverversioner af adskillige kunstnere, heriblandt Dolores Keane, Rich Mullins, Ronan Keating, Paolo Nutini, Amy Macdonald, Kathy Mattea, Frankie Miller, Cara Dillon, Mary Black, og Nathan Evans. Udover sin karriere som turnerende singer-songwriter, har MacLean grundlagt pladeselskabet og indspilningsstudiet Dunkeld Records sammen med sin kone Jennifer i 1983.
Omkring 2015 ejede MacLean Taybank Hotel i Dunkeld.

## Hæder
I 2011 modtog MacLean titlen som Officer of the Most Excellent Order of the British Empire (OBE). Samme år modtog han også Folkemusikprisen i Danmark.
I 2013 modtog MacLean BBC Radio 2's Folk Award for Lifetime Achievement for Contribution to Songwriting. Prisen blev overdraget af førsteminister Alex Salmond i Glasgow Royal Concert Hall.

## Diskografi

### Studiealbum
- Are Ye Sleeping Maggie (1976) (med The Tannahill Weavers)
- Caledonia (1978) (som Alan Roberts & Dougie MacLean)
- CRM (1979) (som Alex Campbell, Alan Roberts & Dougie MacLean)
- Snaigow (1980)
- On A Wing and a Prayer (1981)
- Craigie Dhu (1983)
- Butterstone (1983)
- Fiddle (instrumentel) (1984)
- Singing Land (1985)
- Real Estate (1988)
- Whitewash (1990)
- The Search (instrumentel) (1990)
- Indigenous (1991)
- Sunset Song (instrumentel) (1993)
- Marching Mystery (1994)
- The Plant Life Years (1995)
- Tribute (til Robert Burns, Niel Gow og Robert Tannahill) (1995)
- Riof (1997)
- Perthshire Amber (2000)
- Who Am I (2001)
- Early (2003)
- With Strings (2003)
- Inside The Thunder (2005)
- Muir of Gormack (EP) (2007)
- Resolution (2010)
- Till Tomorrow (2014) (med Royal Scottish National Orchestra)
- Caledonia Cantata (2015)
- New Tomorrow (2017)
- A Robert Burns Selection (2018)
- Flo (2022)

### Live
- Live From The Ends Of The Earth (2000)

### Video
- The Land (1996)
- Live At Perthshire Amber (2006)
- Songmaker (2010)

### Opsamlingsalbum
- The Dougie Maclean Collection (1995)
- The Plant Life Years (1995)
- The Essential Dougie MacLean (2007)
- Essential Too (2013)

### Samarbejder
- On The Blooming Queensland Side (1995) (med Robbie Brock)